# Cycle à expandeur

Cycle à expandeur fermé.

Cycle à expandeur ouvert.

Le cycle à expandeur est une configuration de moteur-fusée à ergols liquides dans laquelle la turbine de la turbopompe est alimentée par la détente de l'ergol cryotechnique qui circule dans les parois de la chambre de combustion et de la tuyère pour la refroidir et passe de l'état liquide à l'état gazeux. Ce dispositif remplace le générateur de gaz séparé de la chambre de combustion utilisé pour alimenter la turbine dans un cycle générateur de gaz.
Le cycle à expandeur peut être fermé ou ouvert. Dans le premier cas, les gaz ayant alimenté la turbine de la turbopompe sont réinjectés dans le chambre de combustion. Dans le second cas, ils sont soit éjectés, soit injectés dans la partie basse de la tuyère afin de la refroidir.

## Cycle ouvert
Dans le cycle à expandeur ouvert (expander bleed cycle), au lieu de faire passer l'intégralité de l'ergol dans la turbine puis dans la chambre de combustion, seule une partie est utilisée pour alimenter la turbine sans aller ensuite dans la chambre de combustion, mais en étant soit évacuée, soit injectée dans la partie basse de la tuyère pour la refroidir. Cette configuration induit une perte d'efficacité liée à la non utilisation de l'énergie chimique des ergols n'ayant pas été brûlés dans la chambre de combustion. En contrepartie, elle permet d'obtenir une plus grande pression dans la chambre de combustion, de l'ordre de 2 ou 3 fois plus élevée que dans un cycle à expandeur fermé. Le col de la tuyère peut alors être réduit, ce qui augmente le rapport de section du divergent. Cela compense en partie la perte d'efficacité liée à l'ouverture du cycle, tout en permettant d'atteindre des poussées plus élevée.

## Utilisation
Les moteurs utilisant un cycle à expandeur ont une impulsion spécifique élevée, mais leur poussée est limitée, souvent de l'ordre de la centaine de kilonewtons. Par conséquent, ils sont utilisés pour propulser les étages supérieurs des lanceurs.
Le RL-10 de Pratt & Whitney propulse ainsi les étages Centaur encore utilisés sur le lanceur Atlas V, ainsi que le second étage DCSS du lanceur Delta IV. On peut également citer le moteur Vinci qui équipera l'étage supérieur d'Ariane 6, avec une impulsion spécifique de 465 s. Le moteur chinois YF-75D propulsant l'étage supérieur de la Longue Marche 5 est également un exemple d'utilisation du cycle à expandeur, en l’occurrence fermé.
| Moteur   | Pays       | Constructeur                | Utilisation     | Ergols    | Type   | Poussée (dans le vide) | Isp (dans le vide) | Pression | Premier vol      |        |
| -------- | ---------- | --------------------------- | --------------- | --------- | ------ | ---------------------- | ------------------ | -------- | ---------------- | ------ |
| BE-3U    | États-Unis | Blue Origin                 | New Glenn       | LH2 / LOX | ouvert | 710 kN                 |                    |          | 2025             | ,      |
| BE-7     | États-Unis | Blue Origin                 | Blue Moon       | LH2 / LOX | double | 40 kN                  |                    |          | En développement | [ 7 ]  |
| LE-5A    | Japon      | Mitsubishi Heavy Industries | H-II            | LH2 / LOX | ouvert | 121,5 kN               | 452 s              | 3,7 MPa  | 1994             | [ 8 ]  |
| LE-5B    | Japon      | Mitsubishi Heavy Industries | H-IIA           | LH2 / LOX | ouvert | 137 kN                 | 448 s              | 3,6 MPa  | 2001             | [ 9 ]  |
| LE-9     | Japon      | Mitsubishi Heavy Industries | H3              | LH2 / LOX | ouvert | 1 471 kN               | 426 s              | 10,0 MPa | 2023             | [ 9 ]  |
| M10      | Europe     | Avio                        | Vega E          | CH4 / LOX | fermé  | 98 kN                  | 362 s              |          | En développement | ,      |
| RD-0146D | Russie     | KB Khimautomatiki           | Angara          | LH2 / LOX | fermé  | 68,6 kN                | 470 s              | 5,9 MPa  | En développement | [ 12 ] |
| RL-10B-2 | États-Unis | Pratt & Whitney             | Delta IV        | LH2 / LOX | fermé  | 110 kN                 | 465,5 s            | 4,4 MPa  | 1998             | [ 8 ]  |
| Vinci    | Europe     | ArianeGroup                 | Ariane 6        | LH2 / LOX | fermé  | 180 kN                 | 465 s              | 6,0 MPa  | 2024             | [ 3 ]  |
| YF-75D   | Chine      | AALPT                       | Longue Marche 5 | LH2 / LOX | fermé  |                        | 442 s              |          | 2016             | [ 4 ]  |